# Snæfellsnes

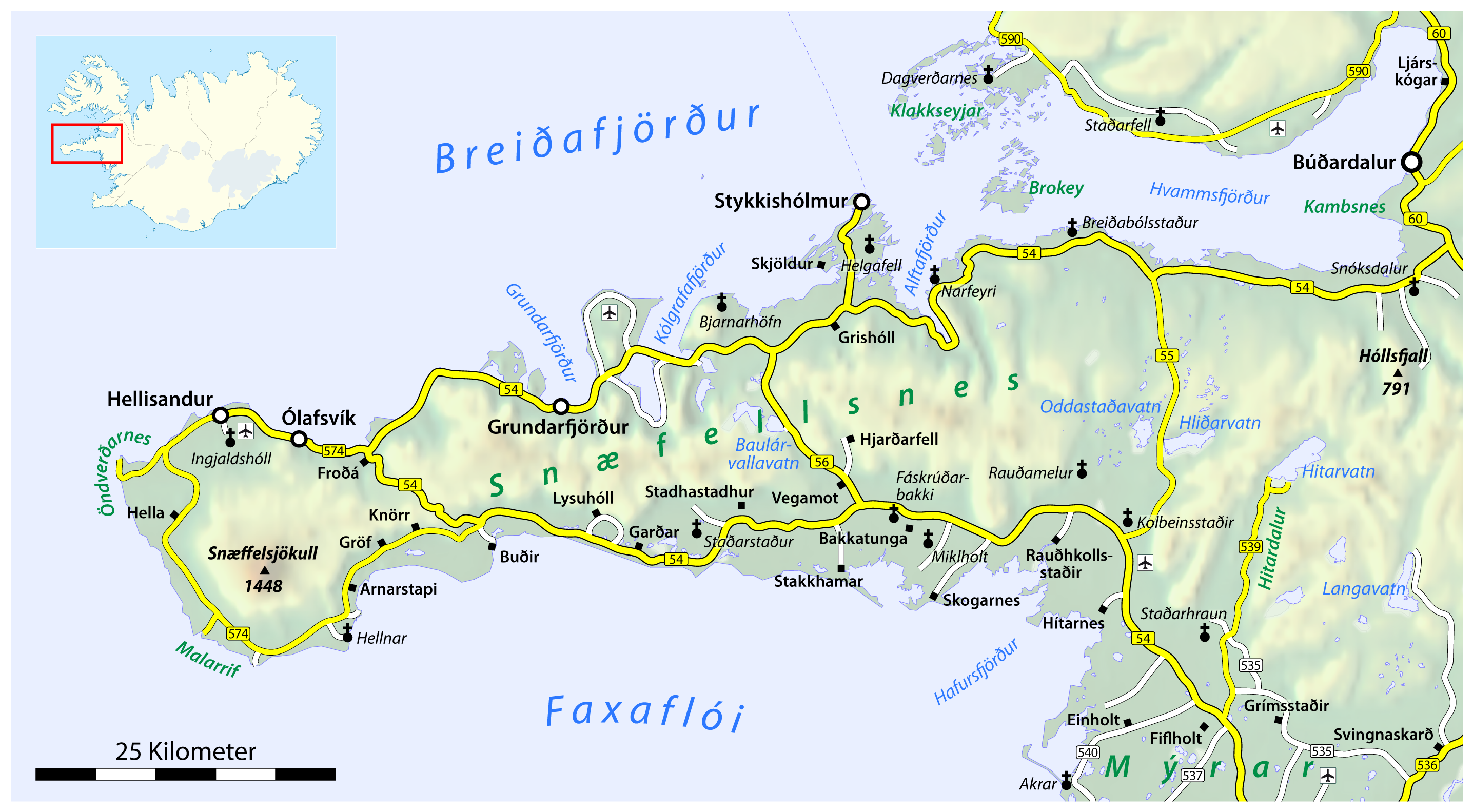
Geografiskt läge på Island

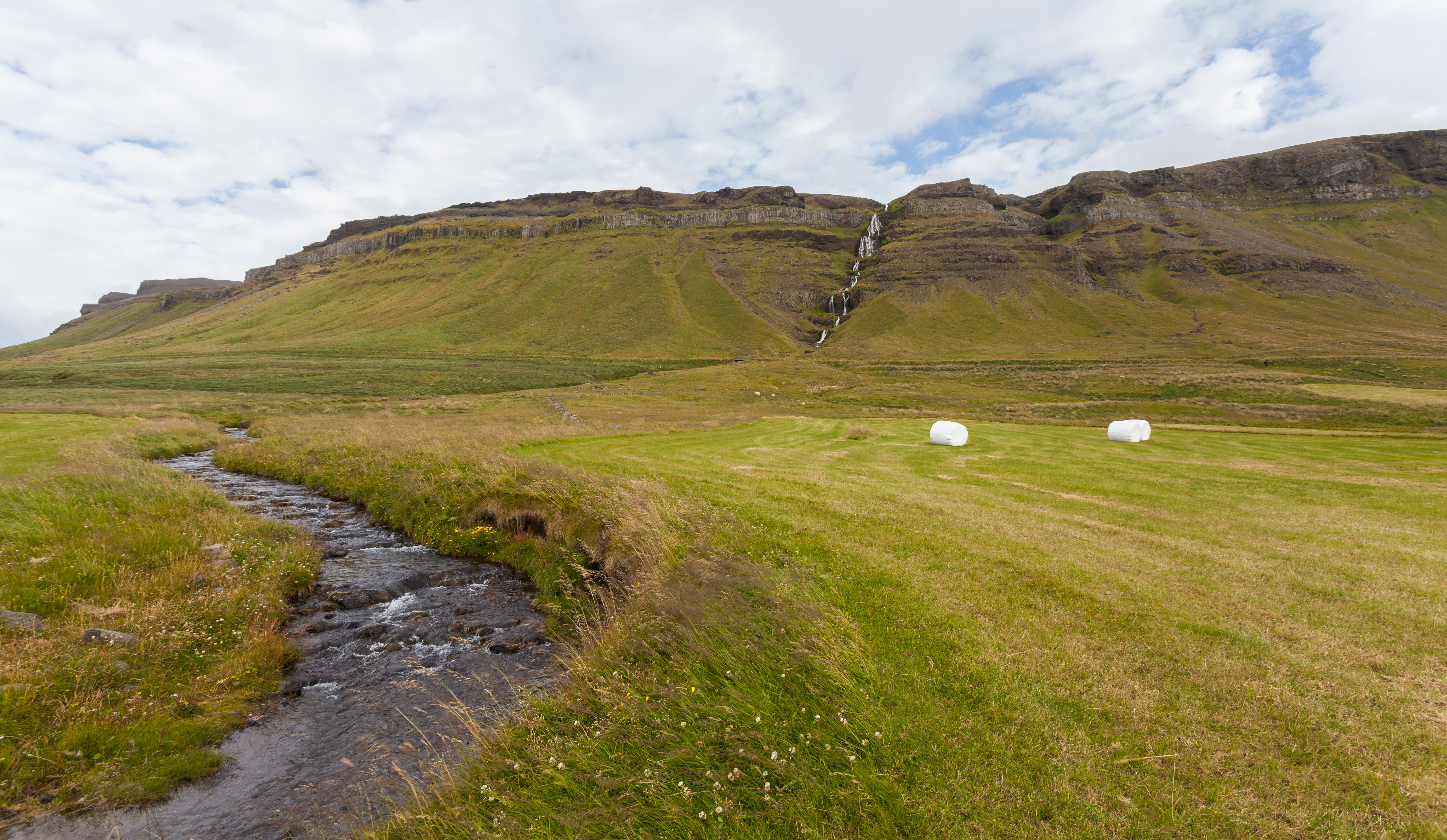
Búlandshöfði, Snæfellsnes.

Snæfellsnes är en halvö belägen väster om Borgarfjörður på västra Island, mellan Breiðafjörður och Faxaflói.
På halvön finns den 1 446 meter höga vulkanen Snæfellsjökull som är en av Islands symboler. Berget är det högsta på halvön och på toppen finns en glaciär. Vulkanen kan ses tydligt under klara dagar från Reykjavik, med en distans på omkring 120 kilometer. Berget är känt på grund av romanen Till jordens medelpunkt av den franske författaren Jules Verne.
Folk som tror på esoterik tror att vulkanen är centrumet för speciella kraftfält.
Runt Snæfellsjökull ligger Snæfellsjökull nationalpark, en nationalpark som regeringen har upprättat..
På halvön finns det byar och mindre städer som Rif, Hellissandur, Ólafsvík, Grundarfjörður, Stykkishólmur och Búðardalur. Där finns också Ingjaldshóll kyrka, som ligger mellar Hellissandur och Rif.
Nära Hellissandur finns Västeuropas högsta konstruktion, radiomasten i Hellissandur.